# Oddio Gasser
Oddio Gasser is een Amerikaans muzikaal project door Mario Lalli en Gary Arce. De band maakt deel uit van de Palm Desert Scene.

## Discografie
Op het profiel van de band via Reverbnation zijn zeven nummers uitgebracht.
- Roll Out The Pharaohs (3:22)
- Sleeps With the Fishes (7:05)
- Everybody Wins (3:50)
- Let Them Know You are Human (5:14)
- That Dang Brain (2:47)
- Yakety Sacs (3:15)
- Skwurtz (1:35)